# Ansi Agolli
Ansi Agolli (ur. 1 października 1982 roku w Tiranie) – albański piłkarz grający na pozycji pomocnika, reprezentant Albanii.

## Kariera piłkarska

### Kariera klubowa
Wychowanek klubu SK Tirana. Występował na wypożyczeniu w zespołach KS Elbasani i KS Apolonia Fier. W 2005 wyjechał do Szwajcarii, gdzie bronił barw klubów Neuchâtel Xamax i FC Luzern. W 2007 podpisał kontrakt z fińskim Vaasan Palloseura, a w sezonie 2008/09 został wypożyczony do rodzimego klubu SK Tirana. Od 2009 gra w ukraińskim klubie Krywbas Krzywy Róg. Latem 2010 został wypożyczony do azerskiego Qarabağ Ağdam. W styczniu 2012 klub wykupił kontrakt piłkarza. 13 marca 2019 przeniósł się do New York Cosmos.

### Kariera reprezentacyjna
Od 2005 występuje w reprezentacji Albanii.

## Sukcesy i odznaczenia

### Sukcesy klubowe
- mistrz Albanii: 2003/04, 2004/05, 2008/09